# Kalawao County
Kalawao County je okres v americkém státě Havaj. Jde o nejmenší okres v USA podle rozlohy, která činí 136 km². Jde o druhý nejmenší okres v USA dle počtu obyvatel (82) po Loving County v Texasu. Okres se nachází na severním pobřeží ostrova Molokai. Největším sídlem je Kalaupapa.
Okres nemá volenou vládu. Administrativa se nachází v sousedním Maui County, který zabírá zbytek ostrova Molokai a sousedí s Kalawao County ze všech stran.
Okres kdysi sloužil jako leprosárium.